# جبل غنيم
جبل غنيم هو جبل في المغرب، يبلغ ارتفاعه 2 411 متر ، يقع على 10 كم من بني ملال (إقليم بني ملال، جهة بني ملال - خنيفرة)، في الأطلس الكبير.

## الجغرافية
يقع جبل غنيم على بعد حوالي 10 كم جنوب بني ملال وحوالي 8 كم شمال واويزغت. عند سفح جبل يقع ممر غنيم «تيزي غنيم» الذي يربط واويزغت بتيموليلت.

## المناخ
المناخ الذي يسود جبل غنيم هو المناخ الجبلي، حيث تتساقط الثلوج في الشتاء وتغطي قمته، والذي يتسمر تساقطها لعدة أشهر.

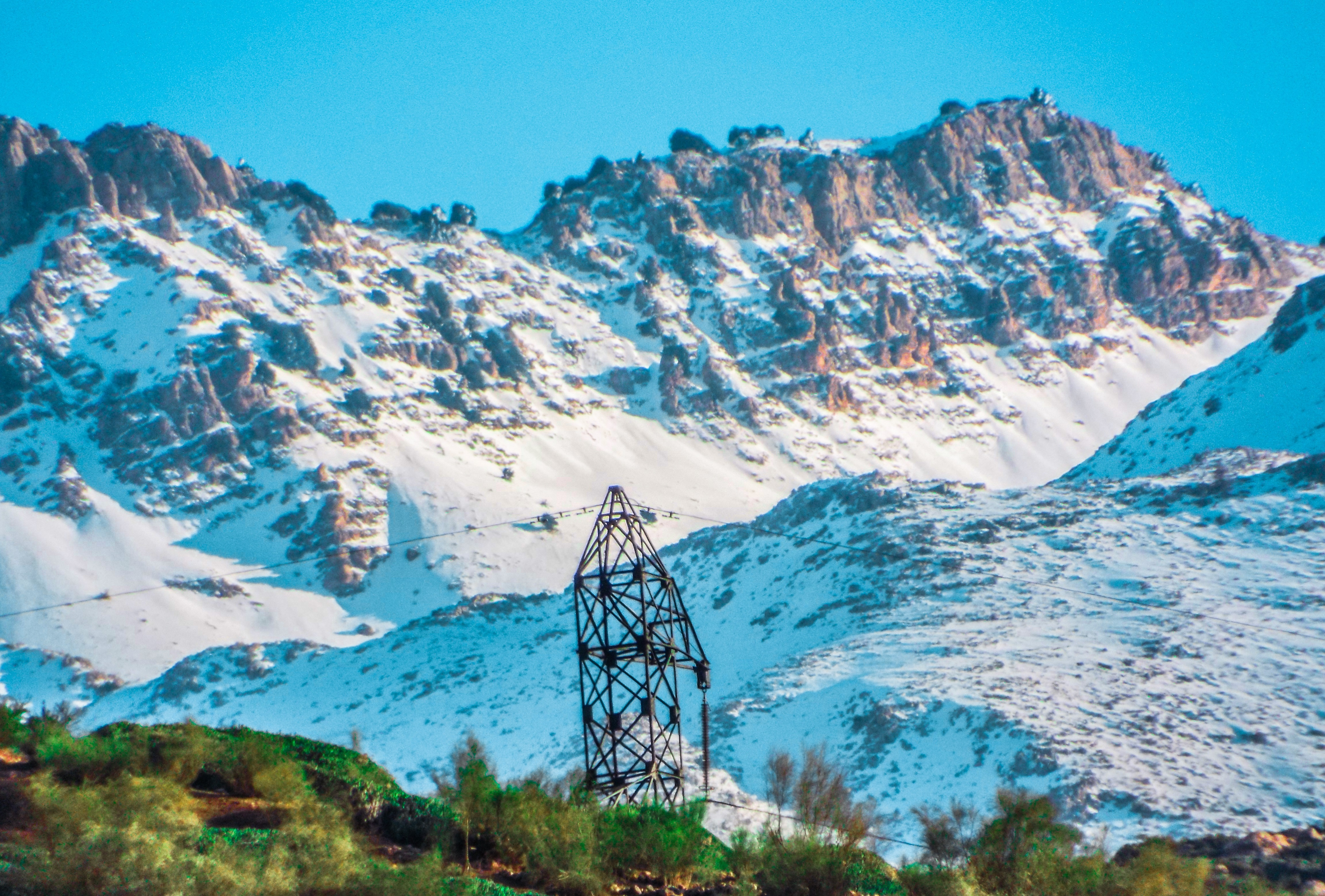
منظر جبل غنيم.
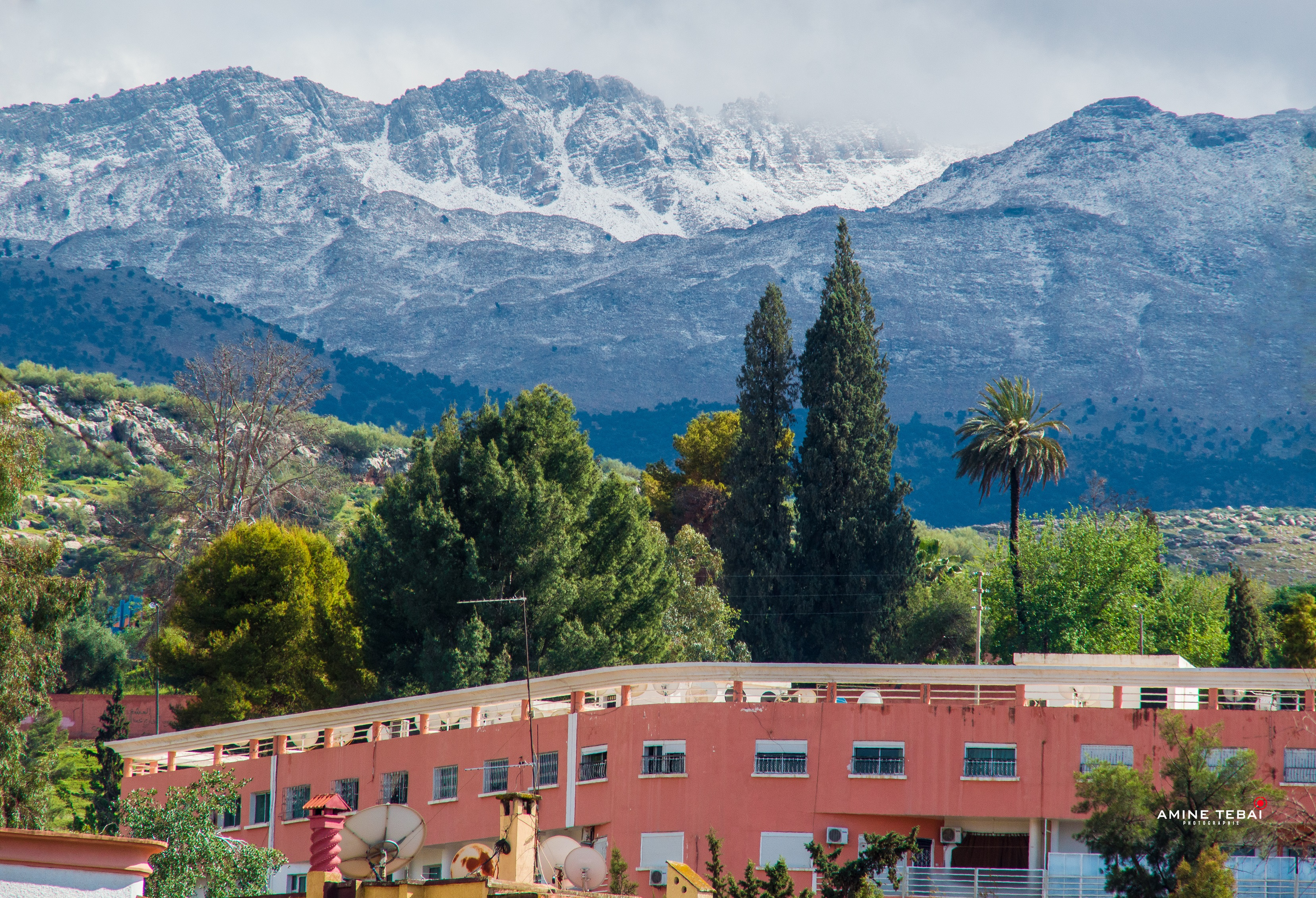
منظر جبل غنيم من بني ملال.